# FALINTIL
FALINTIL è l'acronimo di Forças Armadas de Libertação Nacional de Timor Leste (Forze armate della Liberazione Nazionale di Timor Est), il corpo armato della resistenza di Timor Est contro l'occupazione Indonesiana tra il 1975 ed il 1999.

## Storia
Originariamente questa organizzazione militare nacque il 20 agosto del 1975 come braccio militare del FRETILIN, movimento di liberazione est-timorese contro il Portogallo, del quale Timor Est era una colonia. Nelle battaglie per la supremazia contro l'UDT (União Democrática Timorense = Unione Democratica di Timor), partito che sosteneva una stretta collaborazione con il Portogallo, che scoppiarono nel 1975, con la proclamazione dell'indipendenza dall'antica potenza coloniale. Essa era costituita inizialmente da est-timoresi, che avevano prestato il servizio militare nell'Esercito portoghese e che formarono il nucleo originario del FALINTIL.
Nove giorni dopo la proclamazione dell'indipendenza dal Portogallo, iniziò l'invasione del territorio della neonata Repubblica Democratica di Timor Est da parte delle truppe indonesiane. Già poco prima comunque il FALINTIL aveva iniziato a combattere le forze indonesiane, che avevano iniziato ad occupare alcune zone di frontiera.
In quel momento il FALINTIL poteva contare su 2.500 soldati militarmente formati, 7.000, che avevano avuto un addestramento durante il servizio di leva nell'esercito portoghese e 10.000 combattenti privi di un serio addestramento al combattimento.
Il congresso del FRETILIN, tenutosi nel maggio del 1976 a Soibada, Nicolau dos Reis Lobato venne ufficialmente nominato Comandante in capo del FALINTIL.
Fino al dicembre del 1978 le basi del movimento di resistenza vennero quasi totalmente distrutte dall'esercito indonesiano e quasi l'80% dei combattenti aderenti al FRETILIN morirono in combattimento.
Durante un'operazione militare indonesiana di accerchiamento dei ribelli, Lobato venne colpito ad una gamba da un proiettile, e subito dopo, il 31 dicembre 1978, costretto nella valle di Mindelo, presso Turiscai dagl'indonesiani. Qui per non cadere nelle loro mani, Lobato si uccise.
Nel 1981, in una Conferenza nazionale segreta tenutasi a Lacluta, Xanana Gusmão venne nominato Comandante in capo del FALINTIL.
Fino al decesso di Nicolau dos Reis la guerriglia non era la regola per il FRETILIN; Xanana Gusmão impose questa tattica di combattimento al proprio esercito. Diversi raggruppamenti di soldati est-timoresi combatterono le truppe di occupazione sui monti, con il sostegno della popolazione.
Nel corso degli scontri le truppe indonesiane ricorsero in modo massiccio ad atti di violazione dei diritti umani e compirono atrocità (fra l'altro con uccisioni e violenze sessuali). Il 1º giugno 1980 unità del FALINTIL occuparono la stazione stazione trasmittente televisiva a Marabia, il deposito di armi indonesiano a Becora e il campo delle esecuzioni militari a Dare ed a Fatu Naba, alla periferia di Dili. Questo fu il primo grande attacco, detto levantamento ('in lingua portoghese equivalente a "sollevazione", "rivolta"), dall'ultima sconfitta del movimento di resistenza armata nel 1978. La reazione delle truppe indonesiane consistette nell'uccisione di 100 persone e furono sottoposte a tortura e/o deportate come nell'isola di Atauro i prigionieri appartenenti alla resistenza.
Il rappresentante indonesiano responsabile, Colonel Purwanto, diede inizia a trattative segrete con il capo dell'esercito rivoluzionario Xanana Gusmão, che terminarono con un armistizio il 23 marzo 1983. L'8 agosto dello stesso anno il FALINTIL assalì a Kraras (Subdistretto di Viqueque) un'unità dell'esercito indonesiano uccidendo 14 soldati. La rappresaglia delle truppe indonesiane consistette nel cosiddetto Massacro di Kraras, che causò la morte di 300 abitanti dei paesi circostanti, l'arresto di numerose persone e la fuga sui monti di molte altre. Altre fonti sostennero che la tregua era stata violata inizialmente dagli indonesiani. Questa fu l'occasione per la grande operazione Operasi Sapu Bersih (Tabula rasa), effettuata dalle truppe indonesiane nell'agosto di quell'anno.
Seguì nel settembre del medesimo anno la Operasi Persatuan. Da agosto 1983 fino a giugno 1984 ebbero luogo pesanti bombardamenti da parte dell'Aeronautica Militare indonesiana, che provocò lutti anche alla popolazione civile.
Il 20 agosto 1987 il FALINTIL di Gusmão si trasformò da braccio armato del partito FRETILIN, in esercito nazionale della resistenza di Timor Est e Gusmão ne rimase il capo. Nel 1988 Xanana Gusmão uscì dal FRETILIN, per divenire Presidente della neo-costituita Confederazione Generale della Resistenza est-timorese CNRM (successivamente CNRT), per poter mantenere una posizione neutrale fra i partiti che la componevano.
Il 20 novembre 1992, nel corso di una grossa operazione militare indonesiana coinvolgente 40.000 uomini, fu catturato in una casa di Lahane presso Dili. Alla guida del FALINTIL lo sostituì Ma'huno Bulerek Karathayano (nome reale: Gomes da Costa), che già il 5 aprile 1993 fu catturato dagli indonesiani. A lui seguì Nino Konis Santana, che morì l'11 marzo 1998 in un incidente.

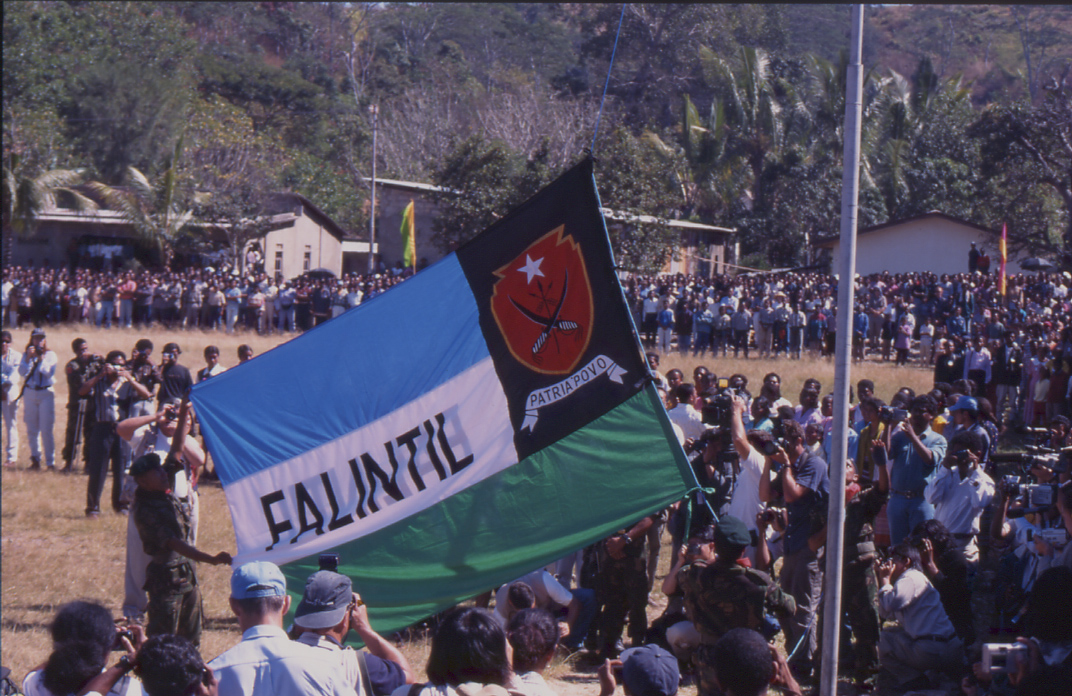
Festività nel Lager di Aileu per il 25º anniversario della fondazione del FALINTIL (2000).

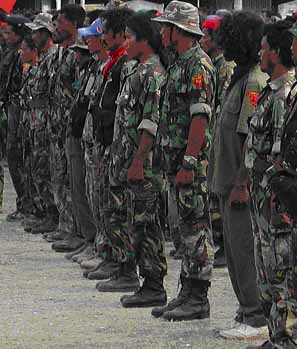
FALINTIL-Veterani 2005

Nel 1999 le truppe internazionali del INTERFET posero fine all'occupazione indonesiana di Timor Est, dopo che un referendum popolare sull'indipendenza di Timor Est, svoltosi sotto il controllo delle Nazioni Unite, si era espresso in tal senso. I soldati del FALINTIL furono temporaneamente ospitati in quattro campi di raccolta: Uai-Mori (Subdistretto diViqueque), Atelari (presso Laga, nel distretto di Baucau), Poetete (Subdistretto di Ermera) ed Ai-Assa (Subdistretto di Bobonaro).
I combattimenti furono vietati e fu loro vietato portare con sé armi al di fuori dei campi di raccolta. La raccolta in campi comunque comportò il sorgere di numerosi problemi, poiché alcuni combattenti si rifiutarono di andarvi. Uno dei più noti capi del FALINTIL, Cornelio Gama, oggi presidente del partito UNDERTIM (União Nacional Democrática de Resistência Timorense, cioè Unione Nazionale Democratica della Resistenza Timorense), lasciò il campo insieme ad alcuni suoi seguaci. Si trattava delle conseguenze della frustrazione e della mancanza di assistenza, che provocarono tali decisioni.
Altre preoccupazioni furono i rifornimenti alimentari e le malattie come la tubercolosi e la malaria.
Il 12 settembre 2000 il Governo provvisorio di Timor Est decise la fondazione delle Forze della Difesa di Timor Est, il FDTL. Il 1º febbraio 2001 la trasformazione del FALINTIL nello FDTL fu celebrata ufficialmente in una cerimonia svoltasi ad Aileu. Il comandante Taur Matan Ruak venne nominato alla testa del nuovo organismo. I combattenti rimanenti vennero rilasciati in abiti civili. Alcuni gruppi all'interno del FALINTIL si ritennero svantaggiati nella selezione del reclutamento, lo definirono non democratico e ruppero con il nuovo governo. Ad essi appartenevano i gruppi Sagrada Familia, Colimau 2000 ed Esnaco. Essi formano oggi parte delle bande criminali di Timor Est.